# Surban
Surban (en francès Surba) és un municipi francès situat al departament de l'Arieja i a la regió d'Occitània.